# Ridicule
Ridicule is een Franse film van Patrice Leconte die werd uitgebracht in 1996. 

## Verhaal
1780. Grégoire Ponceludon de Malavoy, een jonge baron die nobel van inborst is, heeft een plan ontworpen om de moerassen van de Dombes, de vochtige streek waar hij woont, droog te leggen. De moeraskoorts maakt te veel slachtoffers onder de bevolking. Grégoire behoort tot een familie van oude adel maar die is verarmd. Hij trekt naar het hof van Versailles met de bedoeling zijn plan voor te leggen aan de minister van Lodewijk XVI van Frankrijk en hem van de noodzaak ervan te overtuigen. Hij hoopt dat de koning het zal financieren en uitvoeren. Spoedig komt hij tot het besef dat de ganse koninklijke entourage corrupt is en dat hij een andere weg zal moeten bewandelen om aandacht voor zijn plan te krijgen. 
Markies de Bellegarde steunt hem in zijn streven. Hij raadt Grégoire aan door te dringen tot het salon van madame de Blayac, de voorkamer van de macht waar reputaties gemaakt en gekraakt worden. Hij heeft al ondervonden dat Grégoire welbespraakt is en heel gevat uit de hoek kan komen. Hij zegt hem dat men aan het hof wedijvert in 'esprit' en dat hij enkel door zijn esprit, door zijn geestige gevatheid van zich kan doen spreken.

## Rolverdeling
| Acteur            | Personage                                      |
| ----------------- | ---------------------------------------------- |
| Charles Berling   | baron Grégoire Ponceludon de Malavoy           |
| Jean Rochefort    | markies de Bellegarde                          |
| Fanny Ardant      | gravin de Blayac                               |
| Judith Godrèche   | Mathilde de Bellegarde, dochter van de markies |
| Bernard Giraudeau | abbé de Vilecourt                              |
| Bernard Dhéran    | graaf de Montalieri                            |
| Albert Delpy      | baron de Guéret                                |
| Urbain Cancelier  | Lodewijk XVI van Frankrijk                     |
| Jacques Mathou    | abbé de l'Épée                                 |